# 함예슬
함예슬은 대한민국의 전직 여자 농구 선수이자 체육교사이다.

## 가족
어머니 정희숙은 1978년 방콕 아시안 게임 여자 농구 금메달리스트이고, 아들 함준후는 남자 프로 농구 선수로 활동중이다.